# Cacostatia umbraticola
Cacostatia umbraticola là một loài bướm đêm thuộc phân họ Arctiinae, họ Erebidae.